# هايدن وايت
هايدن وايت (بالإنجليزية: Hayden White) (15 أبريل 1995 في المملكة المتحدة - ) هو لاعب كرة قدم بريطاني في مركز الدفاع. لعب مع بولتون واندررز ونادي بلاكبول ونادي بوري ونادي كارلايل يونايتد ونوتس كاونتي.

## وصلات خارجية
- هايدن وايت على موقع قاعدة بيانات كرة القدم.إي يو (الإنجليزية)
- هايدن وايت على موقع Soccerbase.com (لاعب) (الإنجليزية)